# Бордиловка
Бордиловка (бел. Бардзі́лаўка) — деревня в Минском районе Минской области Беларуси. В составе Михановичского сельсовета.

## География
Расположена в 13 км на юг от Минска, в 4 км от железнодорожной станции Михановичи, на автомобильной дороге Н9061.

### Гидрография
Протекает река Гребенка.

## История
В XIX веке деревня в Пережирской волости Игуменского уезда Минской губернии. В начале XX века деревня делилась на Бордиловку Заболотскую и Бордиловку Лешницкую. В 1916 году открытое народное училище.
С конца февраля 1918 года территория оккупирована войсками Германской империи. 25 марта 1918 года согласно Третьей Уставной грамоте провозглашалась частью Белорусской Народной Республики. В декабре 1918 года занята Красной Армией, с 1 января 1919 года в соответствии с постановлением I съезда КП(б) Беларуси она вошла в состав Советской Белоруссии, с 27 февраля 1919 года — в ЛитБел ССР. Во время польско-советской войны в августе 1919 — июле 1920 годов и в середине октября 1920 года под оккупацией Польши.
С 31 июля 1920 года в Белорусской ССР. С 20 августа 1924 года деревня в Кайковском сельсовете Самохваловичского района Минского округа (до 26 июля 1930). В 1930-е годы создан колхоз имени Сталина, работала кузница. С 18 января 1931 года в Смиловичском, с 26 мая 1935 года в Минском районе, 20 февраля 1938 года в Минской области.
Во Вторую мировую войну с конца июня 1941 года до начала июля 1944 года территория под оккупацией Германии. Сожжены 8 дворов, убиты 8 жителей и 19 вывезены на принудительный труд в Германию.
В 1967 году деревни Бордиловка-1 и Бордиловка-2 слились в одну деревню Бордиловка. До 1970 года в деревне располагалась центральная усадьба колхоза «Россия», с 1970 года в колхозе «Войково» (центр — Чуриловичи).

## Население
- 1897 год: Бардиловка-1 — 288 жителей; Бордиловка-2 — 260 жителей
- 1917 год: Бардиловка Заболотская — 376 жителей; Бордиловка Лешницкая — 421 жителей
- 1926 год: Бордиловка-1 — 369 жителей
- 1941 год — 655 жителей
- 1999 год — 206 жителей (перепись населения)
- 2009 год — 172 жителей (перепись населения)
- 2012 год — 236 жителей

## Экономика
- Животноводческие фермы
- Пилорама

## Транспорт
В Бордиловку несколько раз в день прибывает пригородный автобус.

## Достопримечательность
- Курган. В 1,5 км на юго-запад от деревни, около песчаного карьера. Высота 1 м, диаметр 4 м. Открыт в 1977 году и обследован в 1979 году археологом В. Соболь[2].

## Галерея

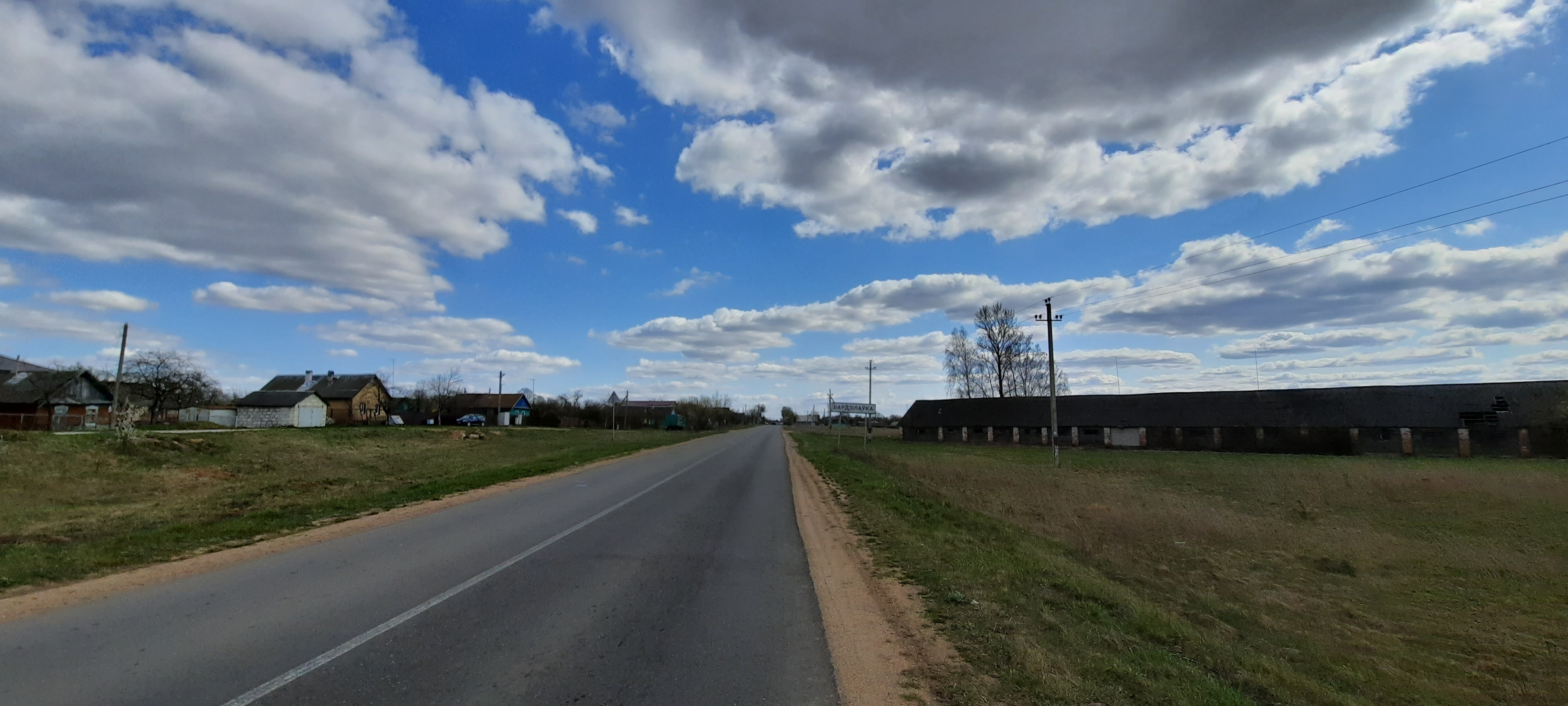
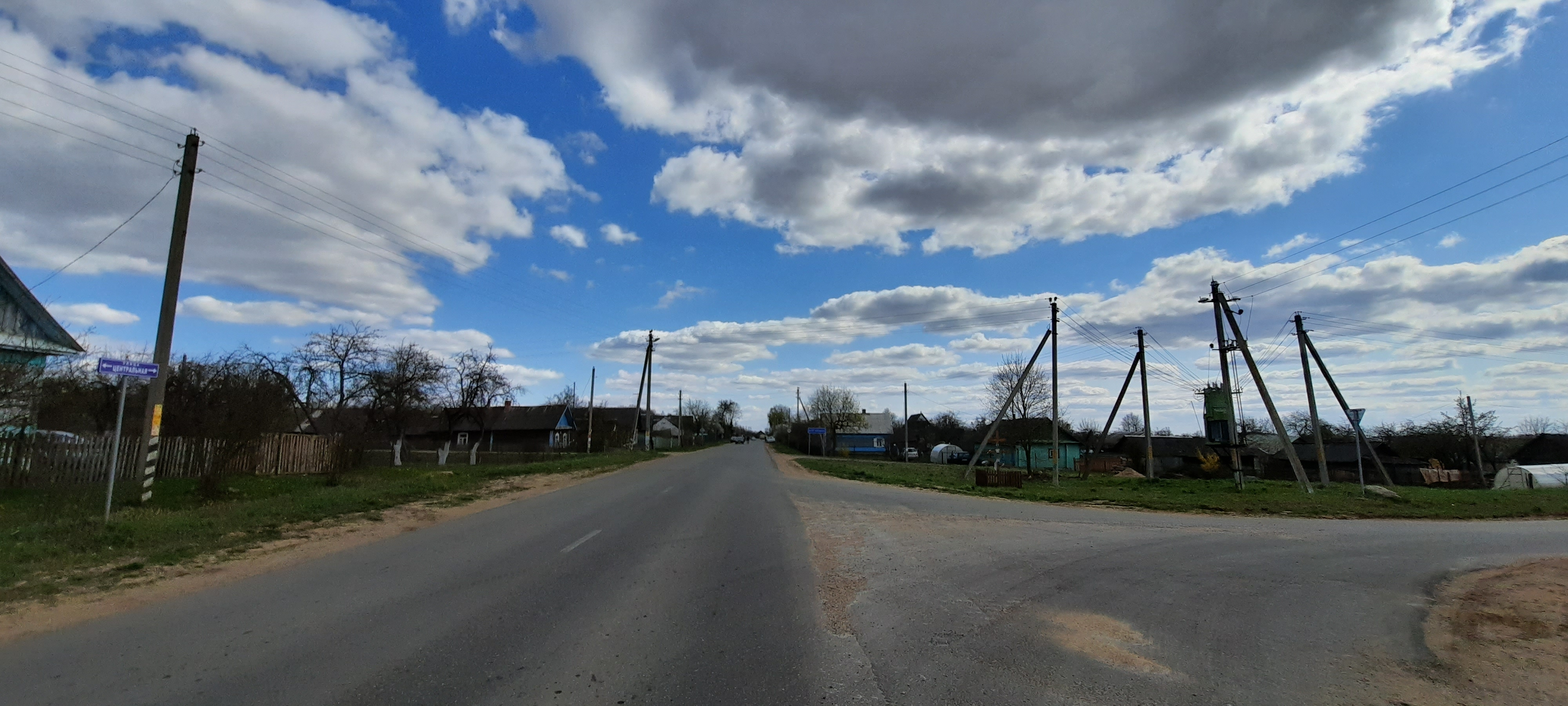
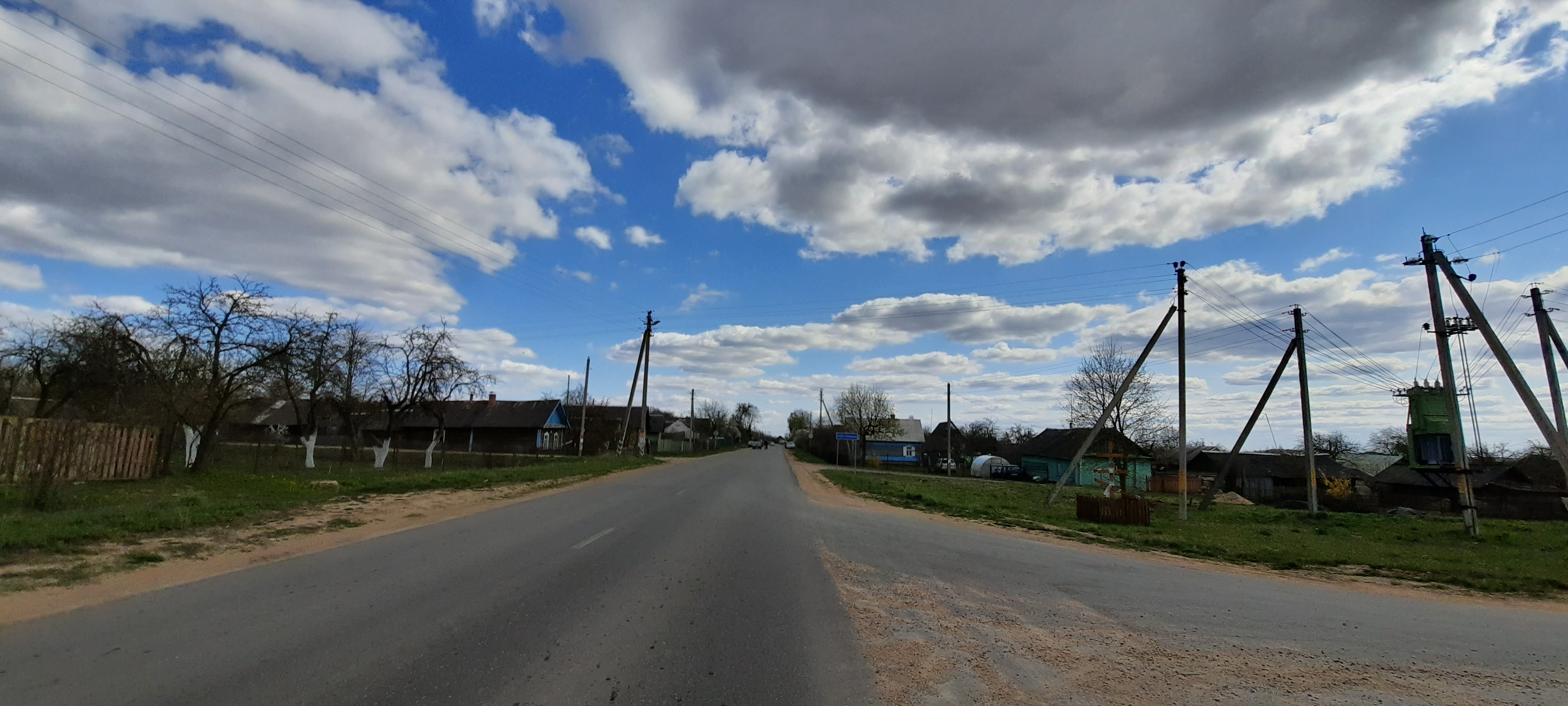